# Roger-Yves Bost
Roger-Yves Bost (n. 21 octombrie 1965, Boulogne-Billancourt, Franța) este un sportiv ce a reprezentat Franța, medaliat olimpic. A participat la o ediție a Jocurilor Olimpice (2016) în care a câștigat o medalie de aur.